# Anopheles earlei
Anopheles earlei är en tvåvingeart som beskrevs av Vargas 1943. Anopheles earlei ingår i släktet Anopheles och familjen stickmyggor. Inga underarter finns listade i Catalogue of Life.